# Naomichi Marufuji
Naomichi Marufuji (丸藤正道 Marufuji Naomichi?) (26 de diciembre de 1979) es un luchador profesional japonés que compite en Pro Wrestling NOAH, con apariciones ocasionales en otras promociones de lucha como Ring of Honor, All Japan Pro Wrestling y New Japan Pro Wrestling, entre otras. Marufuji es el primero de cuatro campeones de Grand Slam en la historia de Pro Wrestling NOAH. En 2009 fue designado como vicepresidente de la promoción.

## Carrera

### Debut y Pro Wresting NOAH
Marufuji practicó lucha amateur y basketball durantes sus años de secundaria antes de unirse a All Japan Pro Wrestling. Los primeros dos años de su carrera, bajo la política de aislamiento de Giant Baba y Mitsuharu Misawa, fue un jobber; una de las pocas peleas interpromocionales que tuvo fue en Michinoku Pro Wrestling en 1999, una pelea de seis hombres estilo lucha libre, en la cual tuvo la oportunidad de brillar con luz propia. Luego de la creación de Noah, participa de la nueva promoción y se convierte en parte integral de su división de pesos crucero, impresionando a muchos por su estilo aéreo y su carisma. Luego formaría una exitosa pareja con KENTA, así como ganar la Super J Cup. El 5 de marzo de 2006, Marufuji derrota al excampeón del AJPW Triple Crown y ex campeón del GHC Heavyweight Title Akira Taue.
El 9 de diciembre de 2006, Naomichi derrota a Jun Akiyama por el GHC Heavyweight Championship en el Budokan Hall, utilizando el Perfect Inside Cradle. Al hacer esto, se convierte en el primer luchador en ganar los cinco títulos en Noah y ser el campeón del GHC Heavyweight de menor peso de todos los tiempos. Un mes después, Marufuji defiende exitosamente el título en contra su compañero de equipo Kenta, el 29 de octubre de 2006. La pelea recibió aclamación de la crítica y Tokyo Sports Grand Prix la nombró "Best Bout of 2006"(Mejor pelea del 2006). El 10 de diciembre de 2006, Marufuji perdió el GHC Heavyweight Championship ante Mitsuharu Misawa en su tercera defensa.
El 5 de julio de 2009, Marufuji fue nombrado como vicepresidente de Noah junto con Kenta Kobashi por el actual presidente de Noah Akira Taue luego de la muerte de Misawa.

### Viajes al extranjero
A comienzos y mediados del 2005, Marufuji viajó a Alemania y Austria, compitiendo para World Xtreme wrestling y Rings de Europa. Junto con Minoru Suzuki, fueron la primera delegación de talentos enviada que empezó un intercambio entre Noah y luchadores europeos.

#### Ring of Honor
Como parte de un viaje a los Estados Unidos junto con Kenta Kobashi y KENTA, Marufuji retó a Bryan Danielson por el ROH World Championship el 17 de diciembre de 2005, en Edison, Nueva Jersey. Danielson retuvo el título, pero Marufuji recibió una ovación del público luego de la pelea.
Marufuji volvió a los Estados Unidos a luchar para Ring of Honor en el evento principal del evento "Best in the World" el 25 de marzo de 2006 Nueva York, haciendo equipo con KENTA por primera vez en los Estados Unidos en contra del equipo de Samoa Joe y Bryan Danielson; el equipo de Marufuji y KENTA ganó luego de que KENTA cubriera a Danielson.

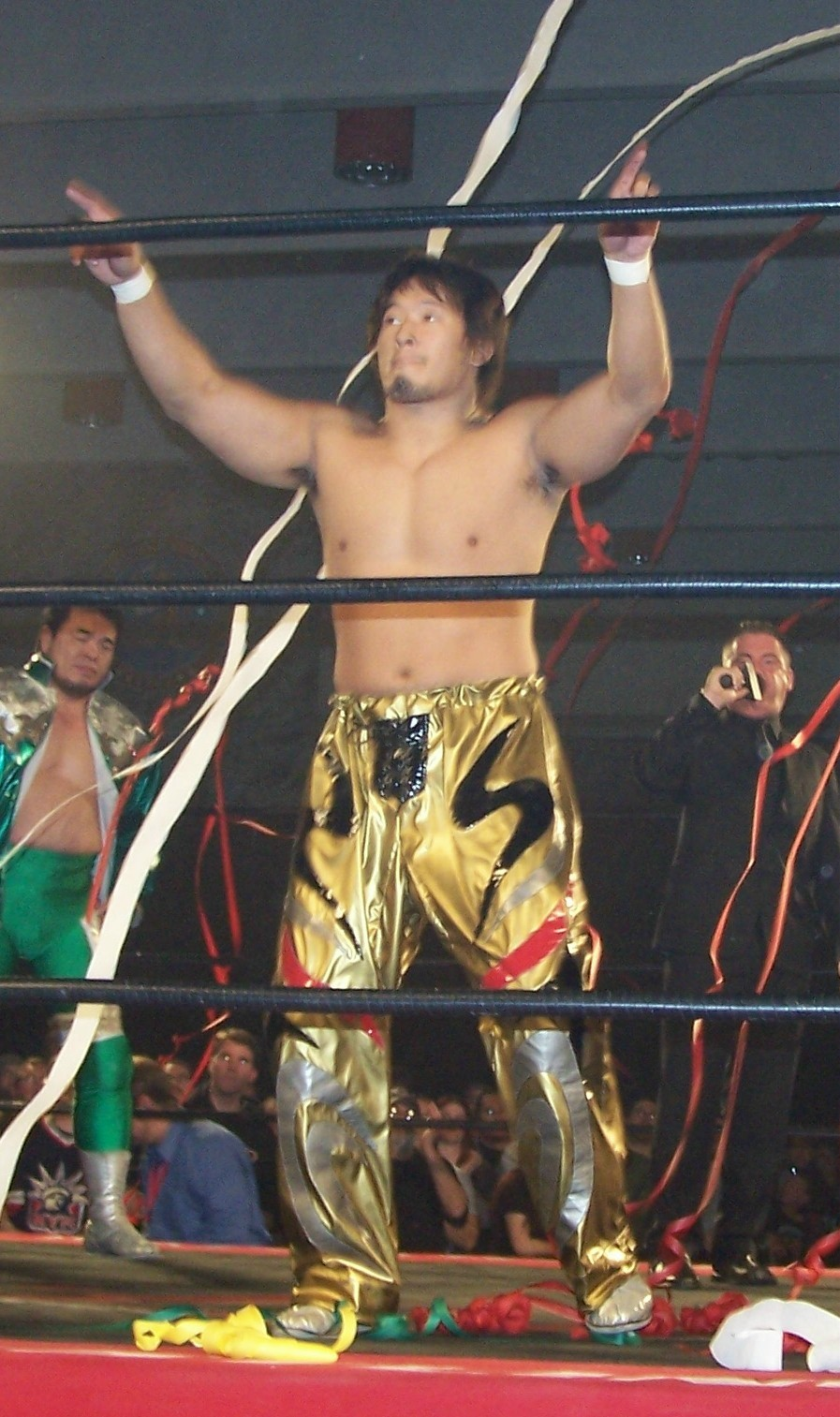
Marufuji en 2006.

Marufuji regresó a Ring of Honor en un tercer viaje, junto con KENTA. Ambos empezaron con una victoria, haciendo equipo para derrotar a los Briscoe Brothers en el evento Glory By Honor V: Night 1. En la noche siguiente en Glory By Honor V: Night 2, defendió exitosamente el GHC Heavyweight Championship en contra de Nigel McGuinness. Marufuji también apareció en el primer pay-per-view de Ring of Honor, Respect Is Earned, donde derrotó a Rocky Romero.

### Regreso a AJPW
El 28 de septiembre del, 2008, diez años después de su debut original en All Japan Pro Wrestling, Marufuji vuelve a AJPW y gana el AJPW World Junior Heavyweight Championship al derrotar a Ryuji Hijikata. Defendería exitosamente el título contra Shuji Kondo en una pelea que ganó el premio Grand Prix Best Bout del 2008 por el Tokyo Sports, luego derrota a Takashi Okita antes de perder el campeonato ante Kaz Hayashi.

### New Japan Pro Wrestling
El 22 de diciembre de 2009, Marufuji hace su regreso (Marufuji luchó contra Tanahashi el 2003) a New Japan Pro Wrestling, derrotando a Jushin "Thunder" Liger en la primera ronda de la 2009 Super J Cup. Al día siguiente derrota a Tiger Mask IV, Ryusuke Taguchi y luego a Prince Devitt en la final, para ganar la Super J Cup y obtener una oportunidad por el IWGP Junior Heavyweight Championship. El 4 de enero de 2010, Marufuji representa a NOAH en las serie de New Japan vs. Noah en el Wrestle Kingdom IV en el Tokyo Dome, donde derrota a Tiger Mask IV para ganar el IWGP Junior Heavyweight Championship. Con esta victoria se convierte en la primera persona en haber ganado los tres títulos crucero principales en Japón (All Japan, Noah y New Japan). El 19 de junio de 2010 Marufuji pierde IWGP Junior Heavyweight Championship ante Prince Devitt.

## En lucha
- Movimientos finales
  - Pole Shift[2] (Fisherman driver)
  - Shiranui[1][2] (Springboard backflip three-quarter facelock falling inverted DDT, a veces desde una posición elevada)[1] – Innovado
  - Shiranui Kai (Diving moonsault side slam)[2][1]
  - Tiger Flowsion[2][3] (Double underhook sitout front powerslam)[8] – innovado
  - Cobra clutch triangle choke – 2008
  - Shooting star press[1] – 2000–2004

- Movimientos de firma
  - Arm trap dragon screw
  - Diving frog splash[1]
  - Dropkick, a veces desde una posición elevada[1]
  - Flash Kick[3] (High-speed savate kick)
  - High kick
  - Kip-up
  - Over the top rope suicide senton bomb[1]
  - Perfect Inside Cradle[2][3] (Arm wrench small package pin)
  - Rolling snapmare driver[9]
  - Running lariat[3]
  - Second rope springboard moonsault, a veces hacia fuera del ring
  - Sitout double underhook powerbomb seguido de cross armbar o neckbreaker
  - Slingshot derivado en double knee backbreaker o elbow drop
  - Somersault neckbreaker
  - Spin-out powerbomb
  - Springboard corner-to-corner dropkick[3]
  - Stunner, a veces revirtiendo un vertical suplex
  - Suicide dive
  - Spinning hook kick
  - Side kick[3]
  - Tilt-a-whirl DDT
  - Turnbuckle one-handed bulldog a un oponente sobre la segunda cuerda
  - Varios tipos de suplex:
    - Australian Suplex[10] (Bridging double chickenwing)
    - Bridging straight jacket[3]
    - Capture[3]
    - Cutthroat leg hook belly to back
    - German

## Campeonatos y logros
- All Japan Pro Wrestling
  - AJPW World Junior Heavyweight Championship (1 vez)[1]
  - Champion Carnival (2018)

- New Japan Pro Wrestling
  - IWGP Junior Heavyweight Championship (1 vez)[11]
  - Super J Cup (2009)[4]
  - Super J Cup (2004)

- Pro Wrestling NOAH
  - GHC Heavyweight Championship (4 veces)[1]
  - GHC Junior Heavyweight Championship (1 vez)[1]
  - GHC Junior Heavyweight Tag Team Championship (2 veces) - con KENTA (1) y Atsushi Aoki (1)
  - GHC Tag Team Championship (9 veces) – con Minoru Suzuki (1), Takashi Sugiura (3), Toru Yano (1), Maybach Taniguchi (1), Akitoshi Saito (1), Masaaki Mochizuki (1) y Keiji Muto (1)[1]
  - GHC Openweight Hardcore Championship (1 vez)[1]
  - Global League (2015)
  - Differ Cup Tag Tournament (2005) - con KENTA
  - Global Tag League (2012) - con Mohammed Yone
  - One Night Six Man Tag Team Tournament (2007) – con Go Shiozaki & Ippei Ota
  - Two Day Tag Team Tournament (2004) – con Takeshi Rikio

- World Entertainment Wrestling
  - WEW Tag Team Championship (1 vez) – con Tamon Honda[1]

- Wrestling Observer Newsletter
  - Equipo del año (2003) - con KENTA
  - Equipo del año (2004) - con KENTA
  - Situado en Nº2 del WON Mejor pareja de la década - con KENTA[12]

- Tokyo Sports
  - Mejor actuación (2006)
  - Mejor lucha (2006) contra KENTA (29 de octubre del 2006)
  - Mejor lucha (2008) contra Shuji Kondo (3 de noviembre del 2008)
  - Mejor lucha (2016) contra Kazuchika Okada (18 de julio)